# Титарчук Леонід Васильович
Леонід Васильович Титарчук (21 травня 1939, с. Харліївка Попільнянський район Житомирська область — 2014) — український художник-живописець. Працював у жанрах станкового живопису.

## Життєпис
Народився 21 травня 1939 року в с. Харліївка Попільнянського району Житомирської області.
У 1962 році закінчив Одеське державне художнє училище імені М. Б. Грекова.
У 1971 році закінчив факультет станкового живопису Київського державного художнього інституту (педагоги — В. В. Шаталін, В. Забашта, О. Басанець).
Учасник обласних та республіканських виставок з 1971 року, а також учасник живописно-графічних пленерів в місті Кельцях (Польща) та у містах Кам'янець-Подільський та Хмільник. 
Член Вінницької обласної організації Національної спілки художників України з 1980 року.
Розпорядженням Вінницької ОДА за № 210 від 25 травня 2010 року «Про присудження персональних та творчих стипендій» Леоніду Титаруку присуджено персональну стипендію Вінницької обласної Ради та обласної державної адміністрації в галузі культури і мистецтв.

## Роботи
- «Біля Дніпровських круч»[2];
- «Вдома»[3];
- «Воєнні роки» (полотно олія, 172×136, 1978 рік)[3];
- «Дев'яте травня»[2];
- «За Батьківщину!»[2].